# Gabrielle Vernier
Pour les articles homonymes, voir Vernier.

a Compétitions nationales et continentales officielles uniquement.

b Matchs officiels uniquement.
Dernière mise à jour le 27 avril 2024.
Gabrielle Vernier, née le 2 juin 1997 à  Suresnes (Hauts-de-Seine), est une joueuse internationale française de rugby à XV jouant au poste de centre au Blagnac rugby féminin et en équipe de France.

## Biographie
Née le 2 juin 1997 à  Suresnes (Hauts-de-Seine), Gabrielle Vernier joue d'abord au tennis, avant de suivre l'exemple de ses frères rugbymen. Elle découvre le rugby à 10 ans, en équipe mixte, au Rueil Athletic Club de Rueil-Malmaison. Elle rejoint ensuite les cadettes du Racing Nanterre Rugby,.
En 2015, elle part suivre une formation d'ingénieur à l'Icam de Lille,. Elle signe alors au Lille Métropole rugby club villeneuvois (LMRCV). Elle se casse une jambe et reste quatre mois sans jouer. Le 21 mai 2016, elle est championne de France de Top 8 avec son club,. Le 26 juin, elle est championne de France Élite de rugby à sept,. C'est la première fois que des féminines réalisent ce doublé. En 2017, toujours avec le LMRC Villeneuve-d'Ascq, elle est finaliste du Top 8 et championne de France Élite de rugby à sept,.
Elle évolue au poste de demi d'ouverture en équipe de France des moins de 20 ans. Elle va jouer trois-quarts centre dans le XV de France. Elle y fait ses débuts lors de la tournée d'automne 2017. Elle entre comme remplaçante lors d'Espagne-France le 11 novembre. Elle est titulaire contre l'Italie le  19 novembre.
En 2018, elle fait partie du groupe qui réalise le Grand Chelem dans le Tournoi des Six Nations. Elle joue remplaçante contre l'Irlande, l'Écosse et l'Italie. Le 24 juin, avec le LMRC Villeneuve-d'Ascq, elle est pour la troisième fois consécutive championne de France de rugby à sept Élite. En novembre, elle est une des 24 premières joueuses françaises de rugby à XV qui signent un contrat fédéral à mi-temps. Son contrat est prolongé pour la saison 2019-2020.
En 2019, elle dispute le Tournoi des Six Nations. Elle est titulaire le 2 février contre le pays de Galles (victoire française, 52-3) et le 10 février contre l'Angleterre (défaite française, 41-26). Jusque-là, Vernier s'est montrée précieuse par ses plaquages et ses off-loads,. Mais le 23 février, pour sa huitième sélection, titulaire contre l'Écosse au Stadium de Villeneuve-d'Ascq, elle inscrit un triplé, ses trois premiers essais internationaux (9e, 34e et 53e). Elle est désignée meilleure joueuse de la rencontre (victoire française, 41-10).
En 2019, elle quitte le Lille Métropole rugby club villeneuvois et rejoint le Blagnac rugby féminin.
En 2022, elle est sélectionnée par Thomas Darracq pour disputer la Coupe du monde de rugby à XV en Nouvelle-Zélande.
À la fin de la saison 2022-2023, elle remporte l'Oscar du Midi olympique. À l'automne, elle fait partie du groupe d'internationales qui dispute sous les couleurs de la France le championnat féminin de rugby WXV en Nouvelle-Zélande.
Elle a été nommée pour le titre de meilleure joueuse de l'année 2023 par World Rugby. Cette année, elle est aussi élue meilleure joueuse de l'équipe de France de rugby à XV lors de la Nuit du rugby.

## Statistiques

### Internationales
| Année | Compétition          | Matchs | Points | Essais |
| ----- | -------------------- | ------ | ------ | ------ |
| 2017  | Test match           | 2      | -      | -      |
| 2018  | Six Nations          | 3      | -      | -      |
| 2018  | Test match           | 1      | -      | -      |
| 2019  | Six Nations          | 5      | 15     | 3      |
| 2019  | Super series féminin | 2      | -      | -      |
| 2019  | Test match           | 2      | -      | -      |
| 2020  | Six Nations          | 1      | -      | -      |
| 2020  | Test match           | 1      | -      | -      |
| 2021  | Six Nations          | 2      | -      | -      |
| 2021  | Test match           | 3      | -      | -      |
| 2022  | Six Nations          | 5      | -      | -      |
| 2022  | Test match           | 1      | -      | -      |
| 2022  | Coupe du monde       | 5      | 10     | 2      |
| 2023  | Six Nations          | 5      | 25     | 5      |
| 2023  | WXV                  | 3      | 5      | 1      |
| 2024  | Six Nations          | 5      | 10     | 2      |
| Total | Total                | 46     | 65     | 13     |

| Numéro | Date            | Lieu                                       | Adversaire       | Compétition                  | Résultat | Score   |
| ------ | --------------- | ------------------------------------------ | ---------------- | ---------------------------- | -------- | ------- |
|        | 23 février 2019 | Stadium Lille Métropole, Villeneuve-d'Ascq | Écosse           | Tournoi des Six Nations 2019 | Victoire | 41 - 10 |
| 2      | 23 février 2019 | Stadium Lille Métropole, Villeneuve-d'Ascq | Écosse           | Tournoi des Six Nations 2019 | Victoire | 41 - 10 |
| 3      | 23 février 2019 | Stadium Lille Métropole, Villeneuve-d'Ascq | Écosse           | Tournoi des Six Nations 2019 | Victoire | 41 - 10 |
| 4      | 8 octobre 2022  | Eden Park, Auckland                        | Afrique du Sud   | Coupe du monde 2021          | Victoire | 5 - 40  |
| 5      | 5 novembre 2022 | Eden Park, Auckland                        | Nouvelle-Zélande | Coupe du monde 2021          | Défaite  | 25 - 24 |
| 6      | 26 mars 2023    | Stade Sergio-Lanfranchi, Parme             | Italie           | Tournoi des Six Nations 2023 | Victoire | 12 - 22 |
| 7      | 1 avril 2023    | Musgrave Park, Cork                        | Irlande          | Tournoi des Six Nations 2023 | Victoire | 3 - 53  |
| 8      | 1 avril 2023    | Musgrave Park, Cork                        | Irlande          | Tournoi des Six Nations 2023 | Victoire | 3 - 53  |
| 9      | 16 avril 2023   | Stade de la Rabine, Vannes                 | Écosse           | Tournoi des Six Nations 2023 | Victoire | 55 - 0  |
| 10     | 29 avril 2023   | Stade de Twickenham, Twickenham            | Angleterre       | Tournoi des Six Nations 2023 | Défaite  | 38 - 33 |
| 11     | 28 octobre 2023 | Forsyth Barr Stadium, Dunedin              | Australie        | WXV 2023                     | Défaite  | 29 - 20 |
| 12     | 21 avril 2024   | Cardiff Arms Park, Cardiff                 | Pays de Galles   | Tournoi des Six Nations 2024 | Victoire | 0 - 40  |
| 13     | 27 avril 2024   | Stade Chaban-Delmas, Bordeaux              | Angleterre       | Tournoi des Six Nations 2024 | Défaite  | 21-42   |

## Palmarès

### En club
- Lille MRCV
  - Vainqueure du Championnat de France en 2016
  - Vainqueure du Championnat de France de rugby à sept Élite en 2016, 2017 et 2018
  - Finaliste du Championnat de France en 2017.
- Blagnac RF
  - Finaliste du Championnat de France en 2021.

### En équipe nationale
- France
  - Vainqueure du Tournoi des Six Nations en 2018 (Grand Chelem)
  - 38 sélections en équipe de France de rugby à XV (10 essais, soit 50 points inscrits) au 19 mai 2023[25]

### Distinctions personnelles
- Meilleure joueuse du Tournoi des Six Nations en 2023[26]
- Oscars du Midi olympique :  Oscar féminin 2023[21]
- Prix World Rugby : Membre du XV féminin de l'année en 2023
- Nuit du rugby : meilleure joueuse de l'équipe de France de rugby à XV en 2023[27]